# Amakusanthura mana
Amakusanthura mana is een pissebed uit de familie Anthuridae. De wetenschappelijke naam van de soort is voor het eerst geldig gepubliceerd in 1979 door Kensley.